# Pardosa birmanica
Pardosa birmanica är en spindelart som beskrevs av Simon 1884. Pardosa birmanica ingår i släktet Pardosa och familjen vargspindlar. Inga underarter finns listade i Catalogue of Life.